# Lupta de la podul Jiului (1916)
Lupta de la podul Jiului a fost o acțiune militară de nivel tactic, desfășurată pe Frontul Român, în timpul campaniei din anul 1916 a participării României la Primul Război Mondial. Ea s-a desfășurat în perioada 14/27 octombrie 1916 și a avut ca rezultat stoparea înaintării forțelor Puterilor Centrale, în ea fiind angajate forțe române din Divizia 11 Infanterie și cetățeni ai orașului Târgu Jiu română și forțe ale Puterilor Centrale din Divizia 11 Bavareză germană. A făcut parte din acțiunile militare care au avut loc în prima bătălie de pe Valea Jiului.:p. 438

## Comandanți

### Comandanți români
- Ioan Popilian

### Comandanți ai Puterilor Centrale
- General  Paul von Kneussl